# Festival América do Sul Pantanal 2022

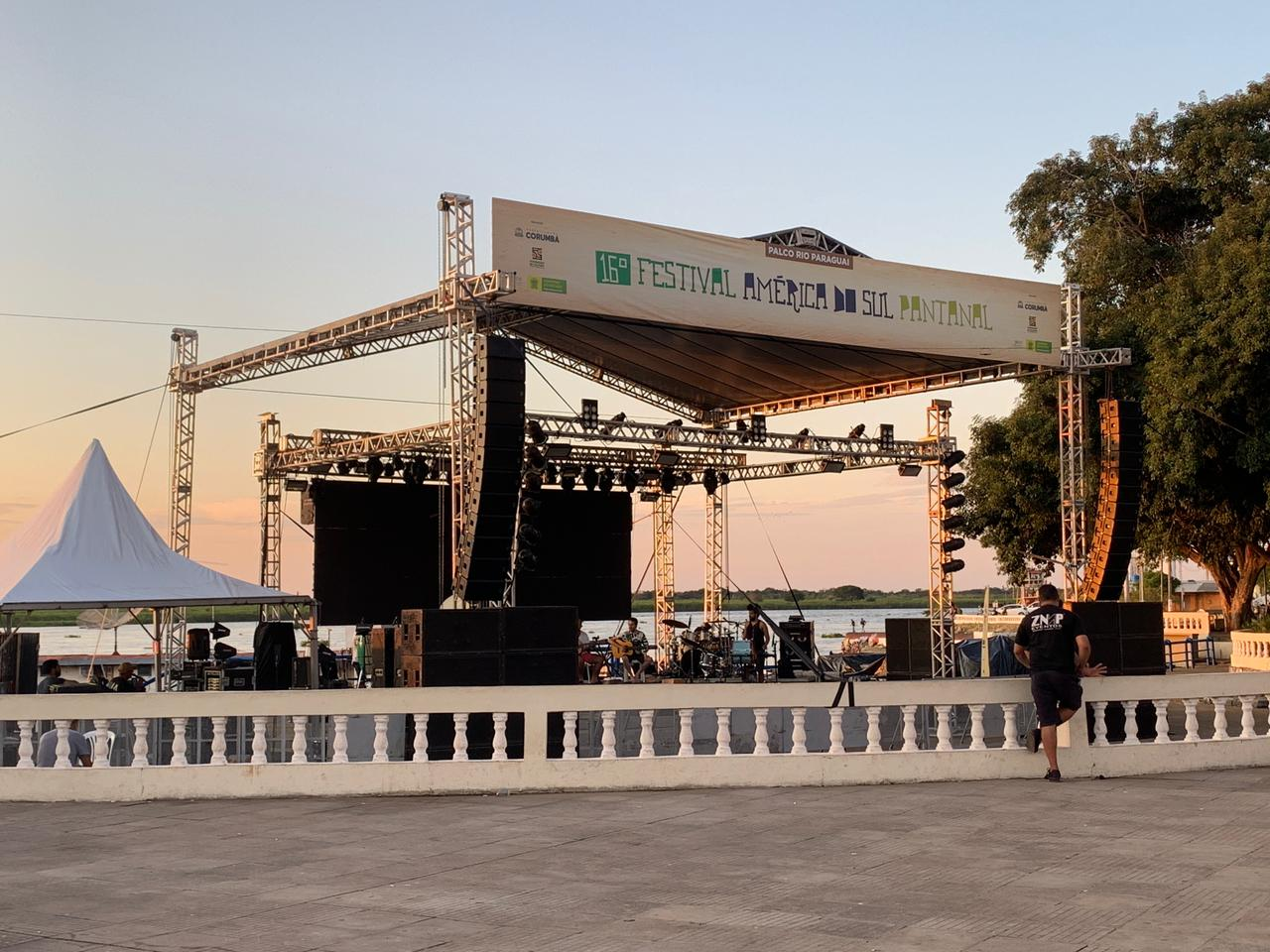
Um dos palcos do festival.

O 16º Festival América do Sul Pantanal  (16º FASP) é um festival cultural que ocorre de 25 a 29 de maio de 2022 nas cidades de Corumbá e Ladário, no Mato Grosso do Sul.   O festival comemora também o centenário da Semana de Arte Moderna. 
Entre as atrações musicais do evento, encontram-se Michel Teló, Marcelo D2, Margareth Menezes, Mart'nália e Monobloco.  Além dos músicos, há diversas apresentações de dança, sendo todas as apresentações gratuitas.  O evento teve inscrições para apresentações em diversas modalidades artísticas, incluindo circo, teatro, dança, música e cinema.  Além disso, há também atividades voltadas à  literatura.
O evento também contempla atividades de integração dos artesãos locais e promoção do artesanato sul-mato-grossense  além de atividades culturais com a comunidade local. 